# Dacota/Potrero
Dacota/Potrero, Dakota/Potrero – strefa (zone) w regionie Oranjestad-Oost w środkowo-zachodniej części kraju autonomicznego Aruba, należącego do Holandii, w Ameryce Południowej. 1 stycznia 2020 r. liczyła 2507 mieszkańców.  

## Podział administracyjny
W skład strefy wchodzą dwie miejscowości
- Dacota
- Potrero

## Demografia
Strefa liczy 2507 mieszkańców (1 stycznia 2020).
| Kobiety | Mężczyźni |
| ------- | --------- |
| 1132    | 1375      |